# Montbron
Montbron je naselje in občina v zahodnem francoskem departmaju Charente regije Poitou-Charentes. Leta 2006 je naselje imelo 2.145 prebivalcev.

## Geografija
Kraj se nahaja v pokrajini Angoumois ob reki Tardoire, 30 km vzhodno od središča departmaja Angoulêma.

## Uprava
Montbron je sedež istoimenskega kantona, v katerega so poleg njegove vključene še občine Charras, Écuras, Eymouthiers, Feuillade, Grassac, Mainzac, Marthon, Orgedeuil, Rouzède, Saint-Germain-de-Montbron, Saint-Sornin, Souffrignac in Vouthon s 6.745 prebivalci.
Kanton Montbron je sestavni del okrožja Angoulême.

## Zanimivosti
- romanska cerkev sv. Mavricija iz 12. stoletja, obnovljena v 19. stoletju, francoski zgodovinski spomenik od 1862,
- stari grad Château de Montbron iz 11. do 15. stoletja, zgodovinski spomenik od 1985,
- gradovi château de Chabrot (zgodovinski spomenik od 1973), de Ferrières (1973), de Menet (1983), de Sainte-Catherine, de Lavaud, de Marendat.